# Сан-Вито-деи-Норманни
Сан-Вито-деи-Норманни (итал. San Vito dei Normanni) — коммуна в Италии, располагается в регионе Апулия, в провинции Бриндизи.
Население составляет 19 817 человек (2008 г.), плотность населения составляет 301 чел./км². Занимает площадь 66 км². Почтовый индекс — 72019. Телефонный код — 0831.
Покровителем коммуны почитается святой Вит, празднование 15 июня.

## Демография
Динамика населения:

## Администрация коммуны
- Официальный сайт: http://www.comune.sanvitodeinormanni.br.it